# (1193) Africa
(1193) Africa ist ein Asteroid des Hauptgürtels, der am 24. April 1931 vom südafrikanischen Astronomen Cyril V. Jackson in Johannesburg entdeckt wurde. 
Der Name des Asteroiden ist nach dem Kontinent Afrika benannt.